# Patrick Cousot
Patrick Cousot (Pont-l'Évêque, 3 dicembre 1948) è un informatico francese.
Insieme alla moglie Radhia (1947–2014), Cousot è il creatore dell'interpretazione astratta, una tecnica molto utilizzata per la verifica e l'ottimizzazione di programmi. Negli anni 2000 ha lavorato all'analisi statica di software integrati ad alta criticità (Astrèe) come quelli usati in avionica. È stato professore di informatica all'École Normale Supérieure (ENS) a Parigi fin dal 1991. Dal 2008, Cousot è professore di informatica all'Università di New York. Patrick Cousot è cavaliere dell'Ordine nazionale al merito (francese) dell'Ordine delle Palme accademiche. Nel 1999 ha ricevuto la medaglia d'argento del CRNS e nel 2006 il gran premio della fondazione EADS. Nel 2001, ha ricevuto un dottorato ad honorem dall'Università della Saarland, in Germania. Insieme a Radhia Cousot, ha ricevuto nel 2013 il Programming Languages Achievement Award conferito dall'ACM SIGPLAN, nel 2014 ha ricevuto insieme a sua moglie il premio Harlan D. Millis dall'IEEE Computer Society.